# Aziz Ridouan
Aziz Ridouan est un étudiant français né à Saumur le 20 février 1988. Ancien président de l'Association des audionautes, il est de mai 2014 à décembre 2016 chargé de la communication numérique de Matignon auprès de Manuel Valls.

## Biographie
En 2000, Aziz Ridouan se mobilise contre les abus de AOL France, notamment à travers la LPIC. Plus tard, il s'engage dans une campagne américaine contre la multiplication des CD-ROM publicitaires d'AOL, sommé de récupérer ses CD publicitaires et de les recycler.  
Il s'oppose ensuite à la répression envers les utilisateurs du peer-to-peer. Il invoque le P2P comme recours, selon lui, pour l'accès à la culture pour les plus démunis. 
Lors de la conférence de presse d'octobre 2004 consacrée à la poursuite judiciaire envers la contrefaçon numérique, il apostrophe Pascal Nègre, PDG d'Universal Music France. 
En octobre 2004, avec Jean-Baptiste Soufron et Quentin Renaudo, il fonde l'Association des audionautes, qui regroupe des internautes, des juristes et des artistes. Cette association a pour but d'apporter non seulement une aide juridique aux internautes traduits en justice pour contrefaçon, mais aussi de se constituer en lobby auprès des élus
En juin 2006, il adhère au Parti socialiste, et s'engage activement auprès de Ségolène Royal, candidate aux élections françaises de 2007.
Aziz Ridouan s'est prononcé contre le projet de loi DADVSI, pour la mise en place de solutions durables comme l'adoption licence globale en France et pour une « réforme des modèles économiques de l'industrie culturelle ». Multipliant les contacts à ce sujet, il contribue à convaincre avant le vote Christine Boutin, députée des Yvelines, et ensuite Ségolène Royal, présidente du conseil régional de Poitou-Charentes, de se positionner en faveur d'une telle licence.
Aziz Ridouan participe, notamment avec Jean-Baptiste Soufron, Maurice Ronai, Frédéric Martel et Benoît Thieulin, à la mission Rocard sur le numérique dont Ségolène Royal a chargé l'ancien Premier ministre dans le cadre de l'élection présidentielle.
Il participe à la campagne de François Hollande et devient en mai 2012 conseiller presse et communication au cabinet de Fleur Pellerin, ministre déléguée chargée des PME, de l'Innovation et de l'Économie numérique . Le 8 janvier 2014, il est remercié au profit d’une autre communicante, Émilie Gargatte. Quelques mois plus tard, en mai 2014, Aziz Ridouan rejoint le cabinet du nouveau Premier ministre, Manuel Valls, en tant que responsable de la communication numérique de Matignon,. Il quitte ce poste après le départ de Manuel Valls en décembre 2016.